# Plaza Mayor, Lima
La Plaza Mayor (“Stora torget”) är den centrala platsen i Lima. Det är också den plats i Lima där Francisco Pizarro grundade staden. På torget har några av de viktigaste händelserna i landets historia ägt rum. I början fanns det små affärer och handelsutbyte. Torget har också varit platsen för tjurfäktningar och har använts som avrättningsplats för dem som dömdes under inkvisitionen. År 1651 satte man upp en bronsstaty (med fontän) som finns kvar än idag.
Torget omges av regeringspalatset, kommunalhuset, katedralen och ärkebiskopens palats.
Det var på Plaza Mayor som självständigheten proklamerades 28 juli 1821. En tidigare självständighetsförklaring hade för övrigt skett drygt ett halvår tidigare i Huaura av landets befriare José de San Martín, november 1820). Torget hette tidigare Plaza de Armas. 28 juli är numera Perus nationaldag.

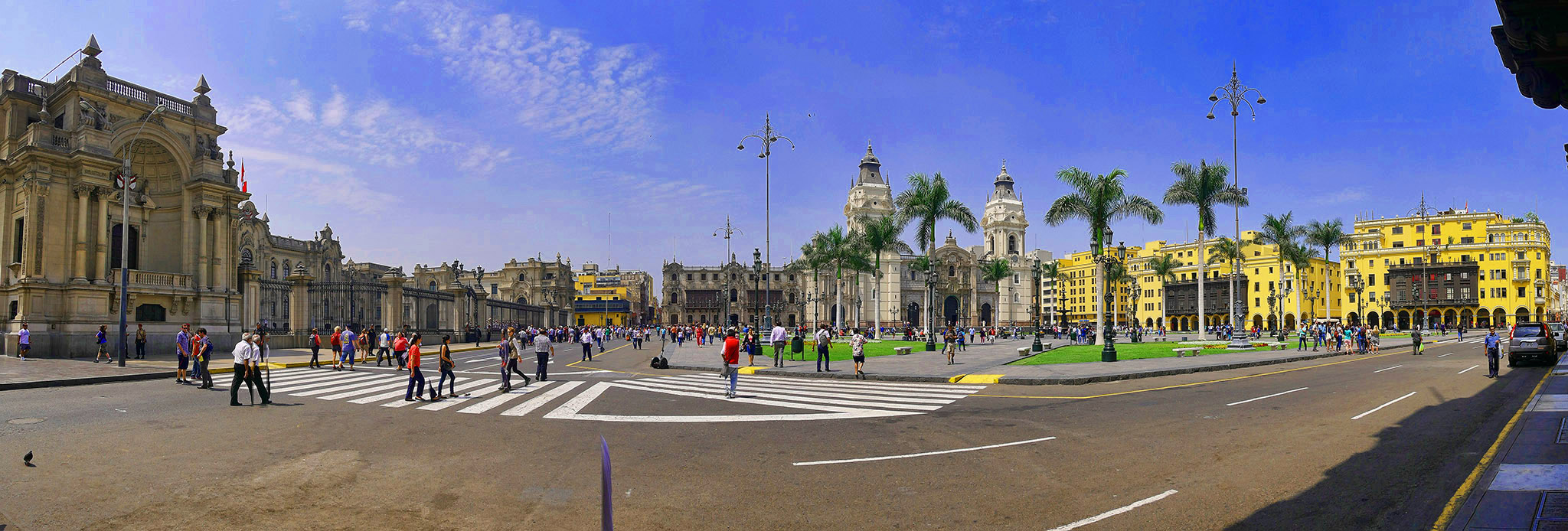
La Plaza Mayor